# Bryan Augenstein
Bryan Christopher Augenstein, né le 11 juillet 1986 à Sebastian (Floride aux États-Unis, est un ancien lanceur droitier des Ligues majeures de baseball.

## Carrière
Bryan Augenstein est drafté en 7e ronde par les Diamondbacks de l'Arizona en 2007. Il joue son premier match dans les majeures le 13 mai 2009 comme lanceur partant des Diamondbacks face aux Reds de Cincinnati. Il encaisse la défaite dans cette partie. Après avoir commencé une autre partie pour Arizona, il retourne aux ligues mineures, pour n'être rappelé qu'à la fin de la saison, où il effectue cinq sorties comme releveur.
Augenstein passe la saison 2010 dans les mineures avant d'être réclamé au ballottage par les Cardinals de Saint-Louis le 13 octobre. Il apparaît dans cinq matchs des Cardinals en 2011.
En janvier 2012, il signe un contrat des ligues mineures avec les Rays de Tampa Bay.

## Statistiques
| Saison | Équipe  | G | GS | CG | SHO | V | D | SV | IP   | SO | ERA  |
| ------ | ------- | - | -- | -- | --- | - | - | -- | ---- | -- | ---- |
| 2009   | Arizona | 7 | 2  | 0  | 0   | 0 | 1 | 0  | 17.0 | 6  | 7,94 |
| Totaux | Totaux  | 7 | 2  | 0  | 0   | 0 | 1 | 0  | 17.0 | 6  | 7,94 |

Note : G = Matches joués ; GS = Matches comme lanceur partant ; CG = Matches complets ; SHO = Blanchissages ; 
V = Victoires ; D = Défaites ; SV = Sauvetages ; IP = Manches lancées ; SO = Retraits sur des prises ; ERA = Moyenne de points mérités.